# Autoroute C-32 (Espagne)
L'axe autonome C-32 relie Blanes à El Vendrell en alternant autoroute à péage et voie rapide sur 122 kilomètres.
Son parcours est interrompu par la rocade B-10 le long du littoral Barcelonais.

## Projets
Il est prévu que cet axe soit prolongé de Tordera à Lloret de Mar, en tant qu’autoroute et de Lloret de Mar à Tossa de Mar en tant que voie rapide.
Cependant, le projet est pour l’heure suspendu suite à des polémiques environnementales, dans l’attente d’une redéfinition de ce dernier.

## Parcours

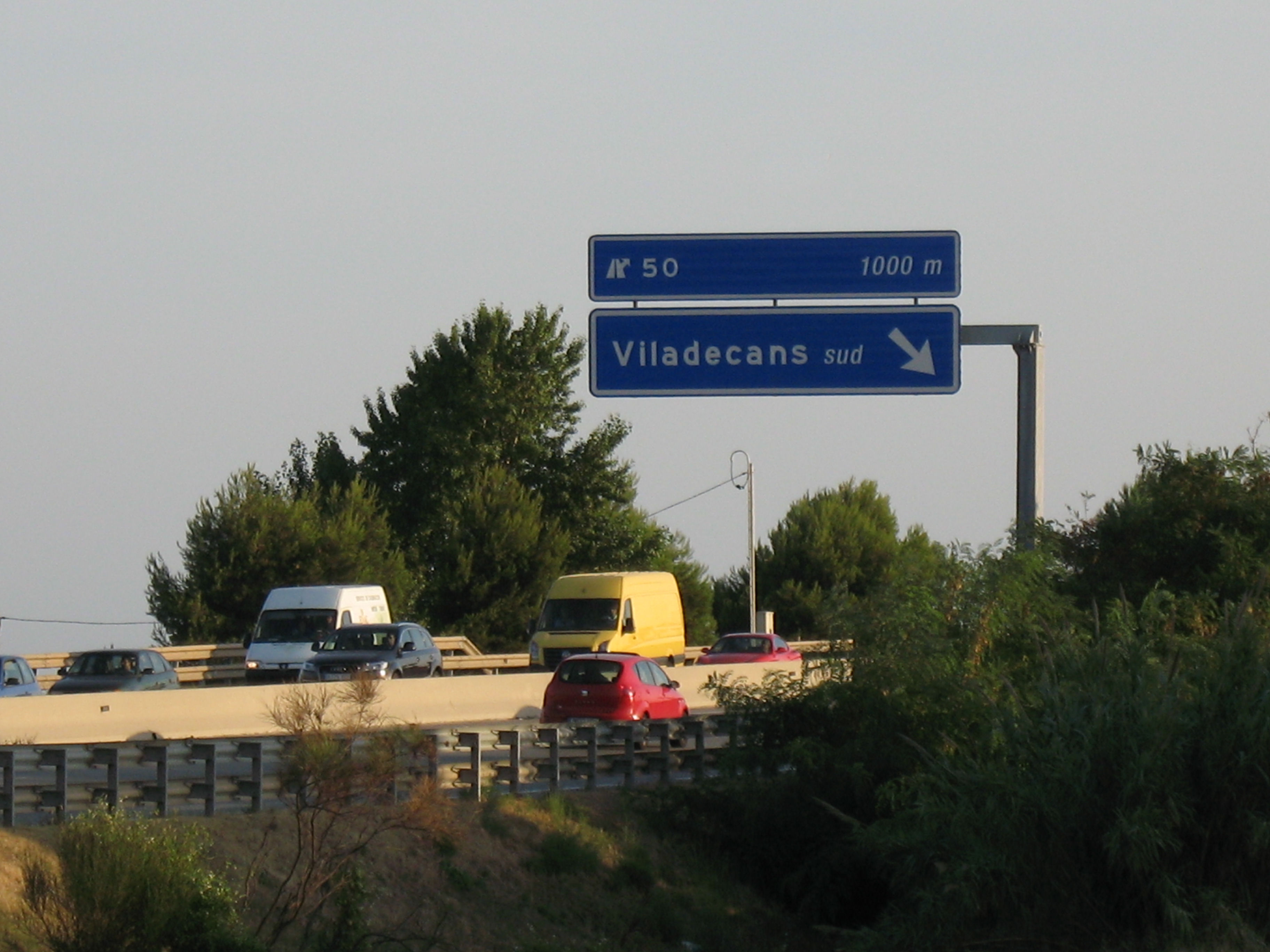
L'autoroute C-32 Pau Casals près de Viladecans.

### DeBarceloneàEl Vendrell
- Échangeur autoroutier entre AP-7 et C-32
- Péage de El Vendrell
- 2 : El Vendrell, Coma-ruga ( N-340 )
- 3 (de et vers Barcelone) : El Vendrell-sud, Sant Salvador ( TV-2127 )
- 6 : Calafell, Segur de Calafell ( C-31 ) - Bellvei ( TV-2126 )
- Tunnels de La Granja (775 m) et du Mirador (269 et 275 m)
- 10 (de et vers Barcelone) : Segur de Calafell
- Péage de Cubelles +  13 : Cubelles, Cunit ( C-31 )
- Aire de service Garraf (dans les deux sens)
- 16 (de et vers El Vendrell) : Vilanova i la Geltrú, L'Arboç ( BV-2115 )
- 21  Échangeur entre C-32 et C-15 : Vilanova i la Geltrú-nord, Vilafranca del Penedès, Manresa (C-15)
- 26 : Sant Pere de Ribes ( BV-2113 ) - Vilanova i la Geltrú-est ( C-31 ) - Sitges-ouest ( C-246a ) + section en 2x3 voies jusqu'à  31
- 28 : Sant Pere de Ribes-est ( C-15B )
- 30 : Sitges-centre
- 31 : Sitges-nord, L'Aiguadolç ( C-31 )
- Tunnel de Quint Mar (156 m et de la Penya del Llamp (1 053 et 1 143 m)
- Péage de Garraf
- Túnel del Castellot (1 714 et 1 707 m), de la Penya del Boc (576 m), de la Ginesta (970 et 958 m) et de Rat-Penat (439 et 462 m)
- 41/42 : Les Botigues de Sitges, Port Ginesta-Garraf, Sitges ( C-31 ) + section en 2x3 voies
- 44 : Castelldefels-sud ( C-31 )
- 46 : Castelldefels
- 47/48 : Gava,  Aire de service Gavà (dans les deux sens)
- 50 : Viladecans-sud
- 52 : Viladecans-nord
- 53  Échangeur entre C-32 et (autoroute non nommée) (de et vers El Vendrell) : Zone d'activités de Salines - Sant Boi de Llobregat, A-2 (autoroute non nommé) + fin de la 2x3 voies
- 54A (de et vers El Vendrell) : El Prat de Llobregat ( C-31C )
- 54B  Échangeur entre C-32/B-20 et B-22 : Aéroport de Barcelone-El Prat, El Prat de Llobregat (B-22 - Castelldefels, Costa Dorada ( C-31 ) + section en 2x3 voies
- 55 (depuis Barcelone et vers les deux sens) : El Prat de Llobregat - Sant Boi de Llobregat - Zone commerciale
- Échangeur entre C-32/B-20, A-2 (Lérida, Tarragone, Girone et B-10; la C-32 devient la B-20et sert de rocade nord de Barcelone

### De Barcelone à Blanes
- Échangeur autoroutier entre B-20 (Barcelone, Gloriès) et C-31/C-32 (Barcelone, Trinitat) +  218 (sortie de la C-31) : Tiana, Montgat (B-20
- 86 : Alella - El Masnou - Teià
- Aire de repos El Masnou (sens Girone-Barcelone)
- Aire de service Teia (dans les deux sens)
- 92 : Vilassar de Dalt - Premià de Mar - Premià de Dalt - Cabrils +  Péage de Vilassar
- 94 (de et vers Barcelone) : Vilassar de Mar - Cabrera de Mar
- 95 (de et vers Barcelone) : Mataro-sud
- 97 (de et vers Girone) : Vilassar de Mar ( N-II )
- 99  Échangeur autoroutier entre C-32 et C-60 : Argentona, Granollers (C-60 - Girone (AP-7)
- Tunnel 0
- 100 : Mataro-ouest -  - centre commercial Mataro Parc
- 102/103 : Mataro-nord
- 104 (de et vers Barcelone) : Girone ( N-II )
- 105 (de et vers Barcelone) : Sant Andreu de Llavaneres
- 108 : Sant Vicenç de Montalt - Caldes d´Estrac - Sant Andreu de Llavaneres
- 109/111 : Arenys de Mar - Arenys de Munt +  Péage d'Arenys de Munt
- 113 : Canet de Mar
- Tunnel 1
- 117 : Sant Pol de Mar - Sant Cebrià de Vallalta - Sant Iscle de Vallalta
- Tunnel 2
- 122 : Calella - Pineda de Mar - Santa Susana
- 124 (de et vers Girone) : Pineda de Mar-nord - Santa Susana
- Tunnel 3
- Péage de Santa Susana
- Tunnel 4
- Aire de service Tordera (dans les deux sens)
- 130 : Palafolls, Malgrat de Mar, Tordera, Gérone ( N-II ); finde la 2x3 voies
- 134 (sortie obligatoire) : Blanes ( GI-600 ); fin de la C-32.